# 蕭應宮
蕭應宮（1539年—1611年），字伯和，號琴川，又號觀復，直隸蘇州府常熟縣，民籍，明朝政治人物。

## 生平
隆慶四年（1570年）中庚午科應天府鄉試第六十七名舉人。萬曆二年（1574年）中式甲戌科會試第三十一名，登二甲第十名進士。授刑部主事，历官刑部郎中，出为東昌府知府，十五年（1587年）十月，升陕西按察司副使，临洮兵备。十八年（1590年）十一月，调任山西。二十二年（1594年）三月，起复陕西固原兵备副使。五月，调整饬直隶潼关卫。十月，升本省参政。二十五年（1597年）二月，升山东按察使，专管海防，以辽海道监朝鲜东征军，总兵麻貴向总督邢玠请求放棄朝鲜王京，退守鴨綠江。海防使蕭應宮以為不可，自平壤兼程趨王京止之。九月，倭軍至漢江，楊鎬派遣張貞明持沈惟敬手書往，責其動兵，有乖靜候處分之實。倭軍乃退屯井邑。麻貴遂報青山、稷山大捷。蕭應宮揭言：「倭以惟敬手書而退，青山、稷山並未接戰，何得言功？」邢玠、楊鎬怒，遂劾應宮恇怯，不親解惟敬，被逮下狱。二十七年（1599年）謫戍廣東。後遇赦歸，家居十余年，萬曆三十九年辛亥卒于家，年七十三。

## 家族
曾祖蕭繹，曾任訓導；祖父蕭詔；父蕭仕，曾任冠帶生員。母徐氏。慈侍下。